# Rons
La Rons est une rivière qui traverse la commune de Pontevedra (Espagne) et se jette dans le Lérez, dans son dernier tronçon, dans le parc Marismas d'Alba, dans la partie nord de la ville de Pontevedra. Son embouchure dans le fleuve Lérez est située dans le secteur des Corrientes, ainsi appelé parce qu'à cet endroit les courants de la rivière Rons et du fleuve Lérez et les eaux de la ria de Pontevedra se rencontrent.

## Parcours
La longueur de la rivière Rons est d'environ six kilomètres. C'est la rivière qui forme le réservoir de la ville de Pontevedra, le barrage de Pontillón de Castro, situé dans la paroisse civile de Verducido à Pontevedra. Elle prend sa source tout près du mont Acibal à quelques mètres au nord du barrage de Pontillón de Castro et coule jusqu'à la rivière Gándara. Les deux rivières convergent dans la paroisse civile d'Alba et, sous le nom de Gándara, la rivière se jette dans la plus grande zone humide de la commune et de la ria de Pontevedra : le Marais d'Alba, qui font partie du parc naturel Marismas d'Alba.
La rivière traverse plusieurs paroisses civiles de la commune de Pontevedra. Elle prend sa source à Verducido (San Martín) et passe par le nord de Cerponzones (San Vicente). Dans cette paroisse civile au lieu-dit de Tilve la Rons est traversée par un pont du XVIIIe siècle , le pont Malvar, qui a à l'une de ses extrémités un calvaire monumental, appelé le calvaire des Âmes. 
Plusieurs moulins sont préservés le long du cours de la rivière. Dans sa partie sud, elle traverse les paroisses civiles de Campañó et d'Alba (Santa María), passant par le lieu-dit Saint-Gaétan, et par des prairies et des bois riverains. Depuis Saint-Gaétan, elle fait partie de la rivière Gándara, qui se jette dans le marais d'Alba. Elle est traversée par les routes PO-224 et N-550.

## Voir également

### Autres articles
- Rivière Gafos
- Lérez
- Almofrei